# Cushing (Oklahoma)
Cushing è un comune degli Stati Uniti d'America, situato in Oklahoma, nella contea di Payne.